# Leichtathletik-Weltmeisterschaften 2022/4 × 100 m der Frauen

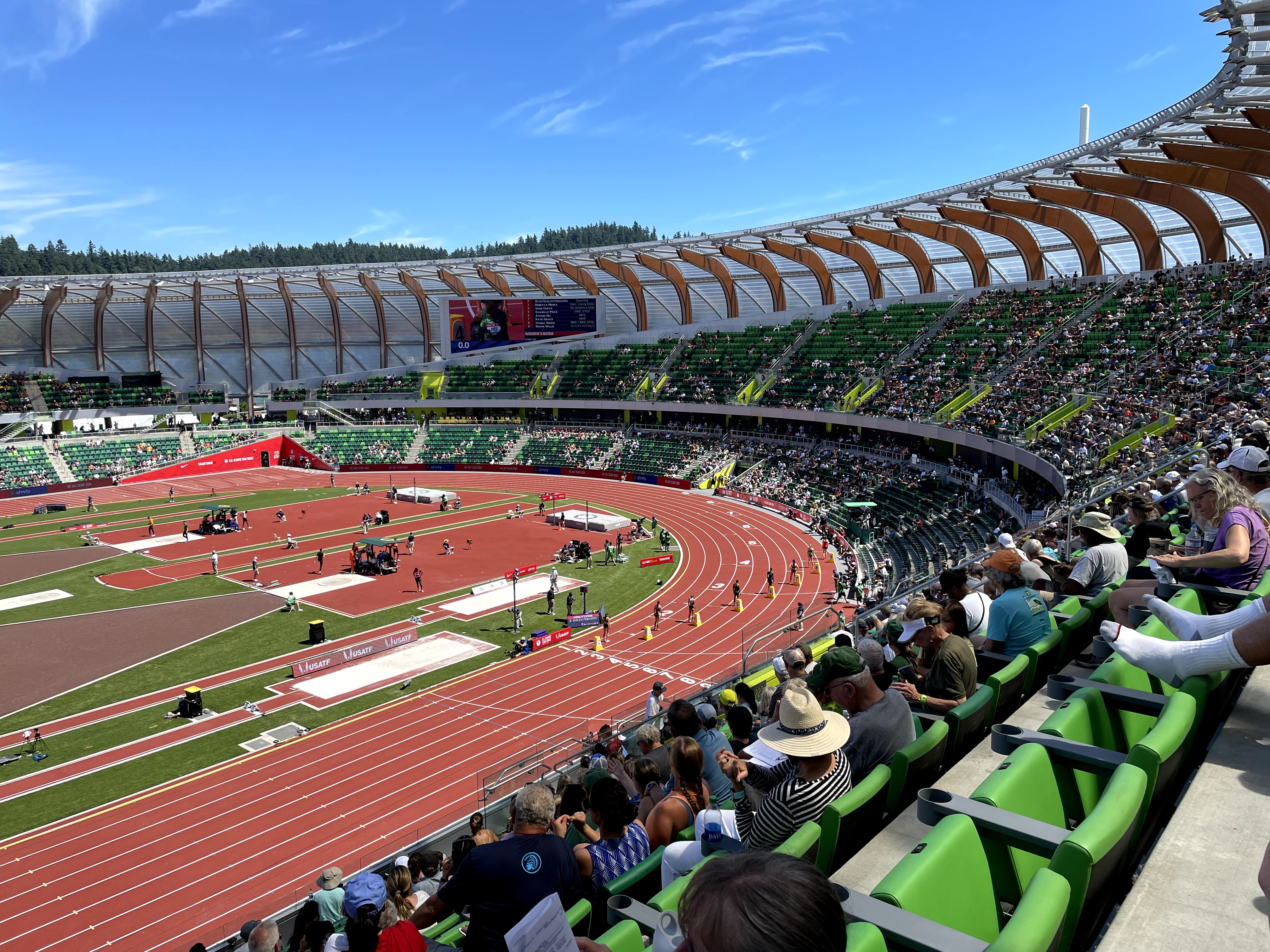
Das Stadion New Hayward Field im Jahr 2021

Die 4-mal-100-Meter-Staffel der Frauen bei den Leichtathletik-Weltmeisterschaften 2022 wurde am 22. und 23. Juli 2022 im Hayward Field der Stadt Eugene in den Vereinigten Staaten ausgetragen.
Weltmeister wurden die Vereinigten Staaten in der Besetzung Melissa Jefferson, Abby Steiner (Finale), Jenna Prandini und Twanisha Terry sowie der im Vorlauf außerdem eingesetzten Aleia Hobbs.

Den zweiten Platz belegte Jamaika mit Kemba Nelson, Elaine Thompson-Herah (Finale), Shelly-Ann Fraser-Pryce (Finale) und Shericka Jackson (Finale) sowie den im Vorlauf außerdem eingesetzten Briana Williams, Natalliah Whyte und Remona Burchell.

Bronze ging an Deutschland (Tatjana Pinto, Alexandra Burghardt, Gina Lückenkemper, Rebekka Haase).
Auch die nur im Vorlauf eingesetzten Läuferinnen erhielten entsprechendes Edelmetall. Rekorde und Bestleistungen standen dagegen nur den tatsächlich laufenden Athletinnen zu.

## Rekorde

### Bestehende Rekorde
| Weltrekord               | 40,82 s | USA Tianna Madison, Allyson Felix, Bianca Knight, Carmelita Jeter                           | OS London, Großbritannien      | 10. August 2012 |
| Weltmeisterschaftsrekord | 41,07 s | Jamaika Veronica Campbell-Brown, Natasha Morrison, Elaine Thompson, Shelly-Ann Fraser-Pryce | WM Peking, Volksrepublik China | 19. August 2015 |

Der bestehende WM-Rekord wurde bei diesen Weltmeisterschaften nicht erreicht.

### Rekordverbesserungen
Es gab drei neue Weltjahresbestleistungen, einen Kontinentalrekord und fünf Landesrekorde.
- Weltjahresbestleistungen:
  - 41,99 s – Großbritannien (Asha Philip, Imani Lansiquot, Ashleigh Nelson, Daryll Neita), erster Vorlauf am 22. Juli
  - 41,57 s – USA (Melissa Jefferson, Aleia Hobbs, Jenna Prandini, Twanisha Terry), zweiter Vorlauf am 22. Juli
  - 41,14 s – USA (Melissa Jefferson, Abby Steiner, Jenna Prandini, Twanisha Terry), Finale am 23. Juli
- Kontinentalrekord:
  - 42,22 s (Afrikarekord) – Nigeria (Joy Udo-Gabriel, Favour Ofili, Rosemary Chukwuma, Nzubechi Grace Nwokocha), Finale am 23. Juli
- Landesrekorde:
  - 43,33 s – Japan (Masumi Aoki, Arisa Kimishima, Mei Kodama, Midori Mikase), erster Vorlauf am 22. Juli
  - 42,61 s – Spanien (Sonia Molina-Prados, Jaël Bestué, Paula Sevilla, María Isabel Pérez), zweiter Vorlauf am 22. Juli
  - 42,61 s – Italien (Zaynab Dosso, Dalia Kaddari, Anna Bongiorni, Vittoria Fontana), zweiter Vorlauf am 22. Juli
  - 43,46 s – Dänemark (Mette Graversgaard, Mathilde Kramer, Astrid Glenner-Frandsen, Ida Karstoft), zweiter Vorlauf am 22. Juli
  - 42,58 s – Spanien (Sonia Molina-Prados, Jaël Bestué, Paula Sevilla, María Isabel Pérez), Finale am 23. Juli

## Vorrunde
22. Juli 2022
Die Vorrunde wurde in zwei Läufen durchgeführt. Die ersten drei Staffeln pro Lauf – hellblau unterlegt – sowie die darüber hinaus zwei zeitschnellsten Teams – hellgrün unterlegt – qualifizierten sich für das Finale.

### Vorlauf 1
22. Juli 2022, 17:40 Uhr Ortszeit (23. Juli 2022, 1:40 Uhr MESZ)
| Platz | Staffel             | Besetzung                                                                                  | Zeit (s) |
| ----- | ------------------- | ------------------------------------------------------------------------------------------ | -------- |
| 1     | Großbritannien      | Asha Philip Imani Lansiquot Ashleigh Nelson (Vorlauf) Daryll Neita                         | 41,99 WL |
| 2     | Jamaika             | Briana Williams (Vorlauf) Natalliah Whyte (Vorlauf) Remona Burchell (Vorlauf) Kemba Nelson | 42,37    |
| 3     | Deutschland         | Tatjana Pinto Alexandra Burghardt Gina Lückenkemper Rebekka Haase                          | 42,44    |
| 4     | Volksrepublik China | Li He Ge Manqi Wei Yongli Liang Xiaojing                                                   | 42,93    |
| 5     | Kanada              | Crystal Emmanuel Khamica Bingham Jacqueline Madogo Leya Buchanan                           | 43,09    |
| 6     | Polen               | Magdalena Stefanowicz Martyna Kotwiła Marika Popowicz-Drapała Ewa Swoboda                  | 43,19    |
| 7     | Japan               | Masumi Aoki Arisa Kimishima Mei Kodama Midori Mikase                                       | 43,33 NR |
| 8     | Irland              | Joan Healy Adeyemi Talabi Lauren Roy Sarah Leahy                                           | 44,48    |

### Vorlauf 2
22. Juli 2022, 17:49 Uhr Ortszeit (23. Juli 2022, 1:49 Uhr MESZ)
| Platz | Staffel     | Besetzung                                                               | Zeit (s) |
| ----- | ----------- | ----------------------------------------------------------------------- | -------- |
| 1     | USA         | Melissa Jefferson Aleia Hobbs (Vorlauf) Jenna Prandini Twanisha Terry   | 41,57 WL |
| 2     | Spanien     | Sonia Molina-Prados Jaël Bestué Paula Sevilla María Isabel Pérez        | 42,61 NR |
| 3     | Nigeria     | Joy Udo-Gabriel Favour Ofili Rosemary Chukwuma Nzubechi Grace Nwokocha  | 42,68    |
| 4     | Italien     | Zaynab Dosso Dalia Kaddari Anna Bongiorni Vittoria Fontana              | 42,71 NR |
| 5     | Schweiz     | Géraldine Frey Sarah Atcho (Vorlauf) Salomé Kora Ajla Del Ponte         | 42,73    |
| 6     | Niederlande | Andrea Bouma Zoë Sedney Minke Bisschops Naomi Sedney                    | 43,46    |
| 6     | Dänemark    | Mette Graversgaard Mathilde Kramer Astrid Glenner-Frandsen Ida Karstoft | 43,46 NR |
| 8     | Ecuador     | Yuliana Angulo Anahí Suárez Nicole Caicedo Nicole Chalá                 | 44,17    |

## Finale
23. Juli 2022, 19:50 Uhr Ortszeit (24. Juli 2022, 4:50 Uhr MESZ)
| Platz | Staffel        | Besetzung | Zeit (s) |
| ----- | -------------- | --- | -------- |
| 1     | USA            | Melissa Jefferson Abby Steiner (Finale) Jenna Prandini Twanisha Terry im Vorlauf außerdem: Aleia Hobbs                                                                      | 41,14 WL |
| 2     | Jamaika        | Kemba Nelson Elaine Thompson-Herah (Finale) Shelly-Ann Fraser-Pryce (Finale) Shericka Jackson (Finale) im Vorlauf außerdem: Briana Williams Natalliah Whyte Remona Burchell | 41,18    |
| 3     | Deutschland    | Tatjana Pinto Alexandra Burghardt Gina Lückenkemper Rebekka Haase | 42,03    |
| 4     | Nigeria        | Joy Udo-Gabriel Favour Ofili Rosemary Chukwuma Nzubechi Grace Nwokocha | 42,22 AF |
| 5     | Spanien        | Sonia Molina-Prados Jaël Bestué Paula Sevilla María Isabel Pérez | 42,58 NR |
| 6     | Großbritannien | Asha Philip Imani Lansiquot Dina Asher-Smith (Finale) Daryll Neita im Vorlauf außerdem: Ashleigh Nelson                                                                     | 42,75    |
| 7     | Schweiz        | Géraldine Frey Mujinga Kambundji (Finale) Salomé Kora Ajla Del Ponte im Vorlauf außerdem: Sarah Atcho                                                                       | 42,81    |
| 8     | Italien        | Zaynab Dosso Dalia Kaddari Anna Bongiorni Vittoria Fontana | 42,92    |

## Video
- Women’s 4x100m Final - Thrilling Relay Battle - 2022 World Championships, youtube.com, abgerufen am 23. August 2022